# Pretziener Wehr

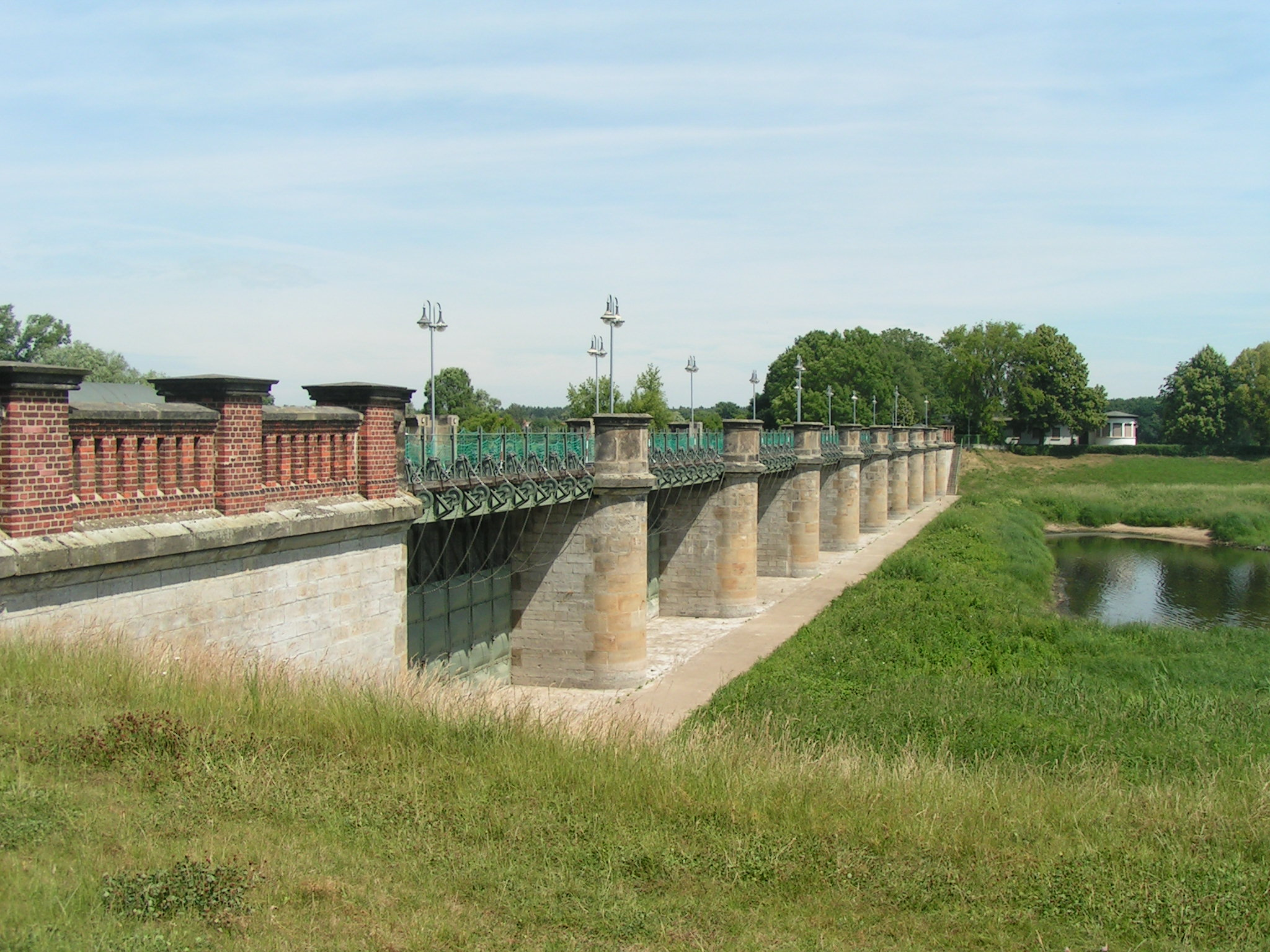
Pretziener Wehr, 2008

Das Pretziener Wehr nahe der Ortschaft Pretzien ist eine Anlage zum Schutz der Städte Magdeburg und Schönebeck vor Hochwasser der Elbe. Nach Öffnung des Wehrs wird bis zu einem Viertel des Abflusses der Elbe über den Elbe-Umflutkanal weitläufig über Biederitz östlich an Magdeburg und Schönebeck vorbeigeleitet.

## Planung und Bau
Die Elbe verläuft in Höhe des Pretziener Wehrs in einem sechs bis acht Kilometer breiten Urstromtal, in dem sich der Flusslauf ohne menschliche Eingriffe unter Bildung von Mäandern ständig verändern würde. Vor dem 10. Jahrhundert verlief die Elbe am östlichen Rand des Urstromtals längs eines Höhenzugs von Dornburg nach Hohenwarthe. In den folgenden Jahrhunderten verlagerte sich die Elbe nach Westen Richtung Schönebeck und Magdeburg. Ein zwischenzeitlicher Flusslauf von Ranies über Grünewalde und Randau nach Salbke hat sich als Alte Elbe erhalten.
Ein Vorschlag zum Bau eines Umflutkanals war in der Denkschrift in der sogenannten Elbenauer Deichregulierungssache von 1865 enthalten, die unter maßgeblicher Beteiligung des preußischen Wasserbauingenieurs Hermann Wurffbain (1804–1889) entstand. Der Kanal sollte dem alten Elblauf am Ostrand des Urstromtals folgen. Der Abfluss durch den Kanal sollte durch ein festes Wehr bei Pretzien reguliert werden. Das Wehr sollte den Abfluss durch die alte Elbe bei Niedrig- und Mittelwasser verhindern, was auch der Elbschifffahrt zugutekam. Kleinere Hochwasser sollten über die Elbe abfließen, was eine intensivere landwirtschaftliche Nutzung der Flächen im Umflutkanal ermöglichte. Bei großen Hochwasserereignissen sollte der Kanal die Elbe entlasten und somit die Städte Magdeburg und Schönebeck schützen. Ein Gesetz zum Bau von Wehr und Kanal wurde im Juli 1868 verabschiedet. 1869 wurden die Planungen dahingehend modifiziert, dass das Pretziener Wehr als bewegliches Wehr gebaut werden sollte.
Mit dem Bau des Umflutkanals wurde 1869 begonnen; 1873 war er weitgehend fertiggestellt. Die Fundamente des Wehrs entstanden 1871; 1875 war das Wehr betriebsbereit. Über die Bauarbeiten ist nur wenig bekannt, da zeitgenössische Veröffentlichungen fehlen. Vermutlich war der Anteil der Handarbeit hoch. Beim Gesamtprojekt, das von Hermann Wurffbain geleitet wurde, wurden auch 3000 französische Kriegsgefangene des Deutsch-Französischen Kriegs eingesetzt.

Pretziener Wehr 1883
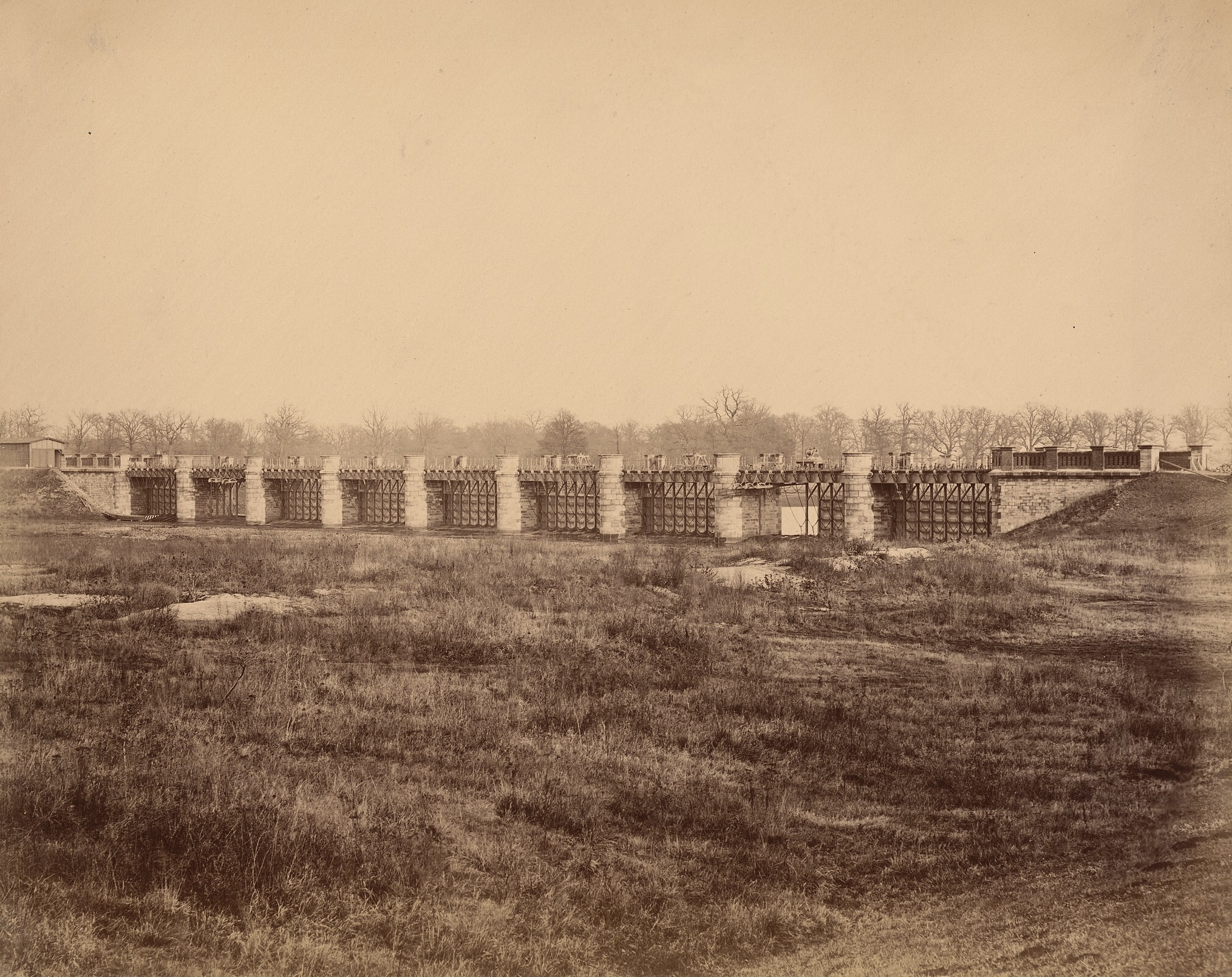
Gesamtansicht
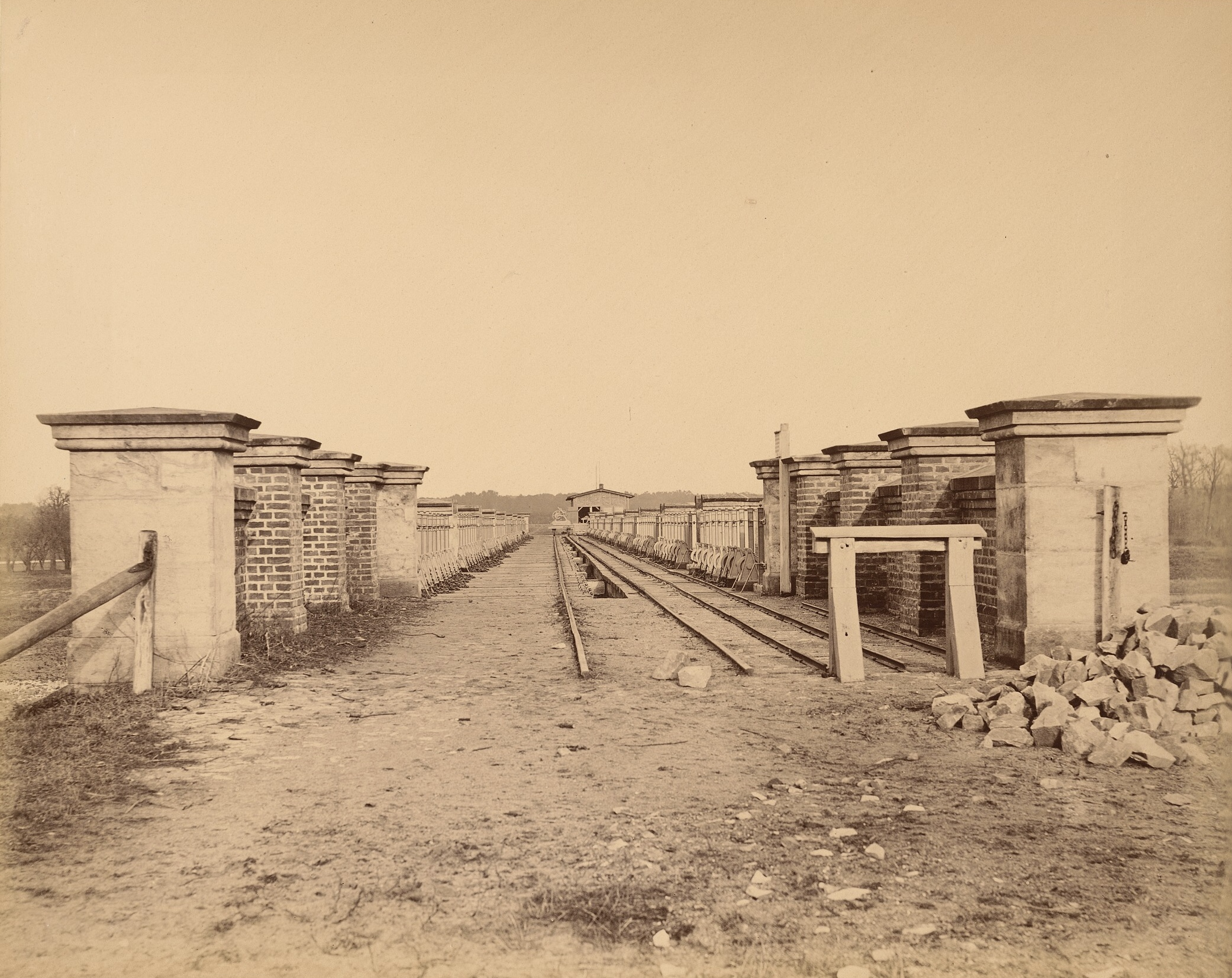
Brücke oberhalb des Wehrs
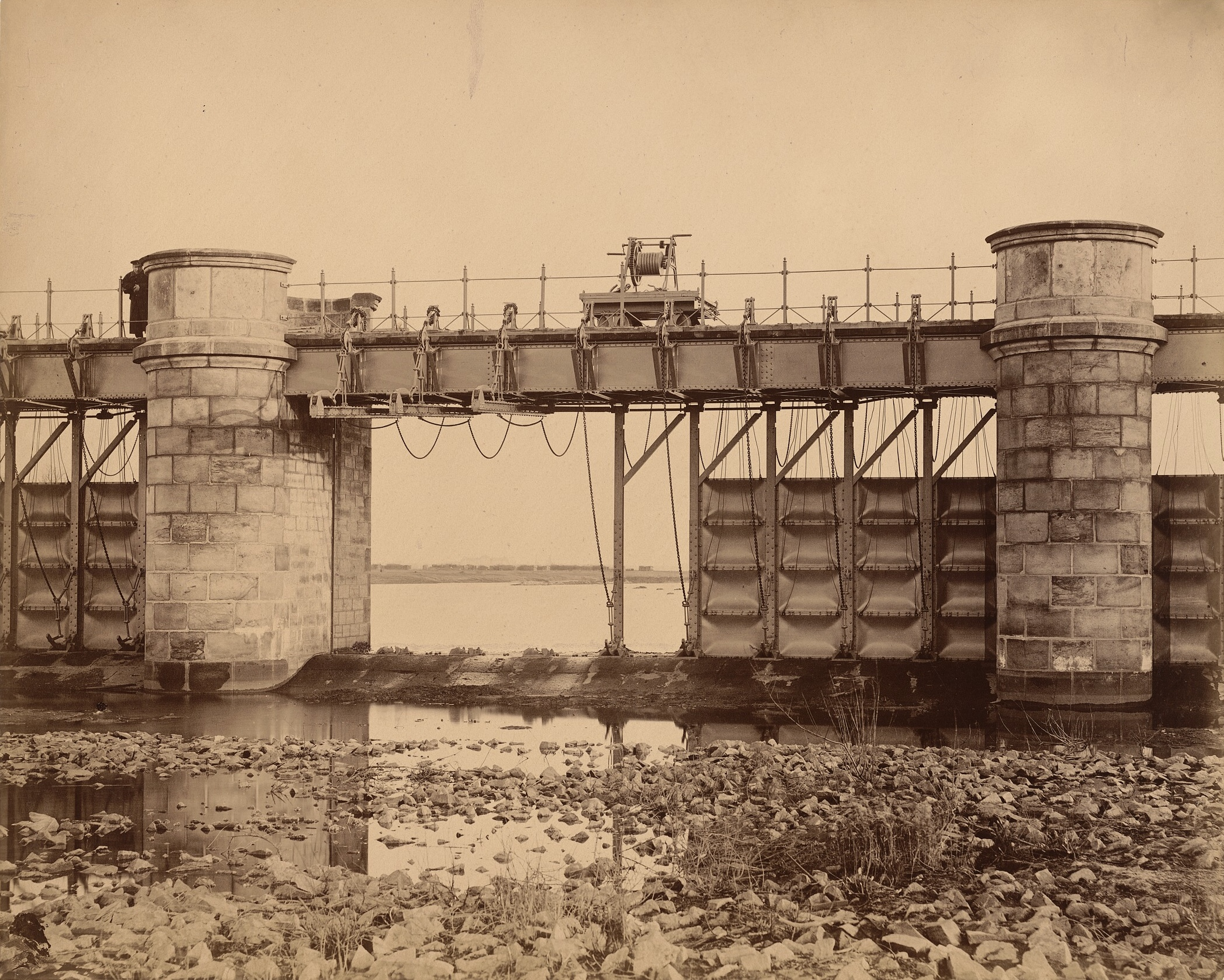
Teilweise geöffnetes Joch

## Bauwerk

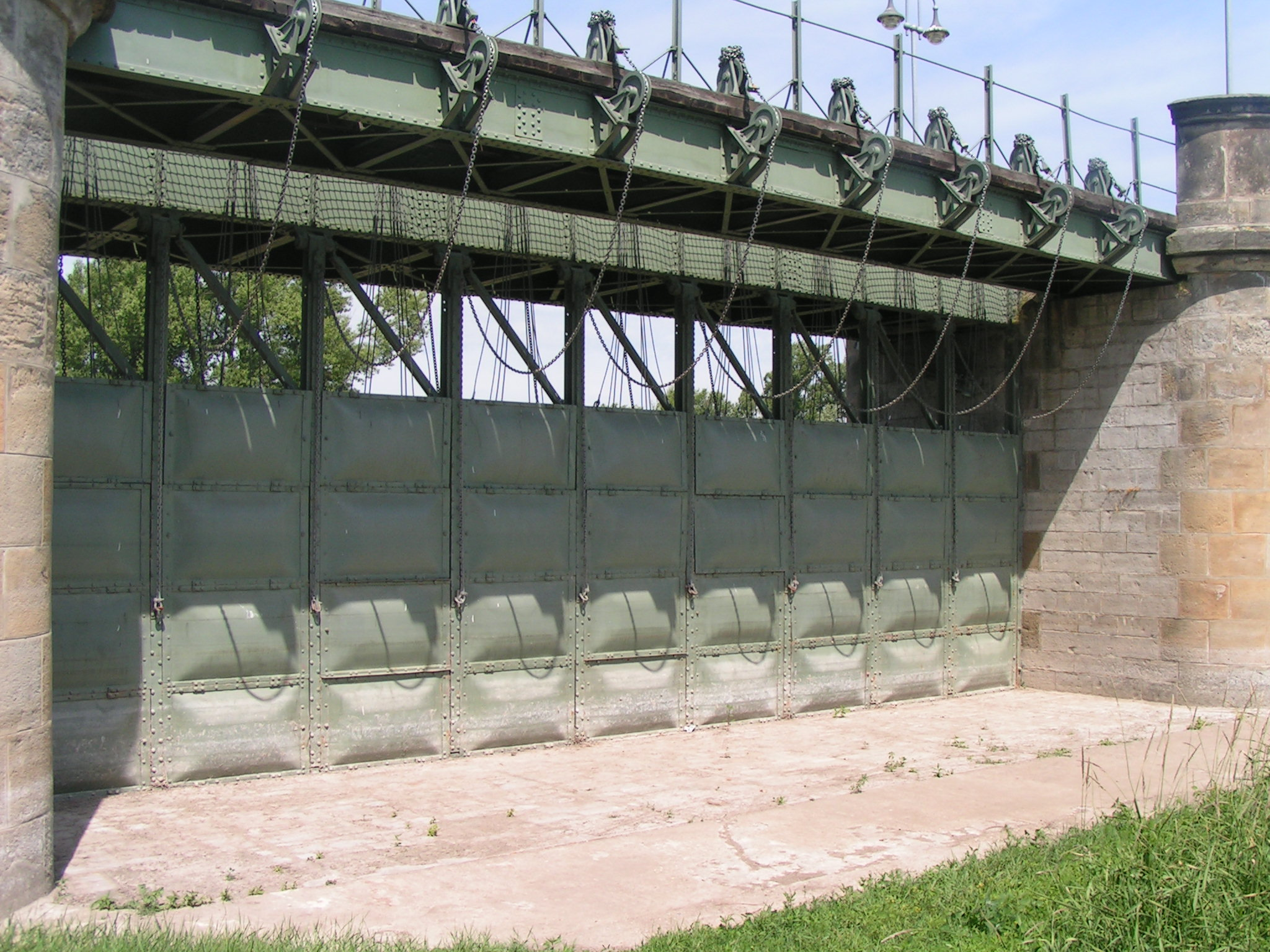
Joch des Wehrs, 2008

Das Wehr ist Teil eines rund 900 Meter langen Querdamms im Elbe-Umflutkanal. Der Sandstein-Unterbau der Anlage ist 162,8 Meter lang, 7,5 Meter breit und 3,8 Meter hoch. Darauf sind zwei Widerlager und acht Mittelpfeiler von 5,75 Meter Höhe angeordnet. Zwischen den Widerlagern und Pfeilern befinden sich neun Joche mit einer lichten Breite von 12,55 Metern; die nutzbare Durchflussbreite beträgt somit 112,95 Meter. Jedes Joch ist durch acht Losständer unterteilt und durch 36 eiserne Schütztafeln verschlossen. Zum Schutz vor Auskolkungen schließt sich unterhalb des Wehrs ein acht Meter breites Sturzbett an.
Die je 100 Kilogramm schweren und 1,31 Meter mal 0,83 Meter großen Schütztafeln können nach oben weggezogen werden. Dazu schiebt man zwei elektrisch betriebene Winden auf Gleisen von Joch zu Joch und zieht die Schützentafeln mittels Seilzügen einzeln hoch. Die freistehenden Losständer werden per Handwinde ausgeklinkt und nach oben geschwenkt, um Schwemmgut und eventuell vorhandenen Eisschollen einen freien Durchfluss zu ermöglichen.

## Nutzung
Bei einem Hochwasser im Februar 1876 ließ sich nur ein Drittel des Wehrs öffnen, da Schütztafeln und Losständer an einer dicken Eisdecke festgefroren waren. Bei Glinde brach der linksseitige Elbdeich, wodurch die Stadt Schönebeck überschwemmt und ein Großteil der dortigen Häuser beschädigt wurde.  Durch das Hochwasser entstanden schwere Schäden am Pretziener Wehr. Unter anderem war das Sturzbett unterhalb des Wehrs zu schwach dimensioniert, wodurch sich Kolke bildeten, die drei Wehrpfeiler zum Einsturz brachten.
Nach dem Hochwasser von 1876 wurden die Schäden am Wehr beseitigt und das Sturzbett verstärkt. 1879 wurde das Dornburger Siel im Querdamm bei Pretzien gebaut. Es entwässert die Dornburger Niederung, deren Vorflut durch den Bau des Damms beeinträchtigt worden war. 1880 und 1881 wurde eine neu entwickelte Ausklinkvorrichtung für die Losständer des Wehrs eingebaut, die auch bei Eisgang funktionstüchtig blieb.

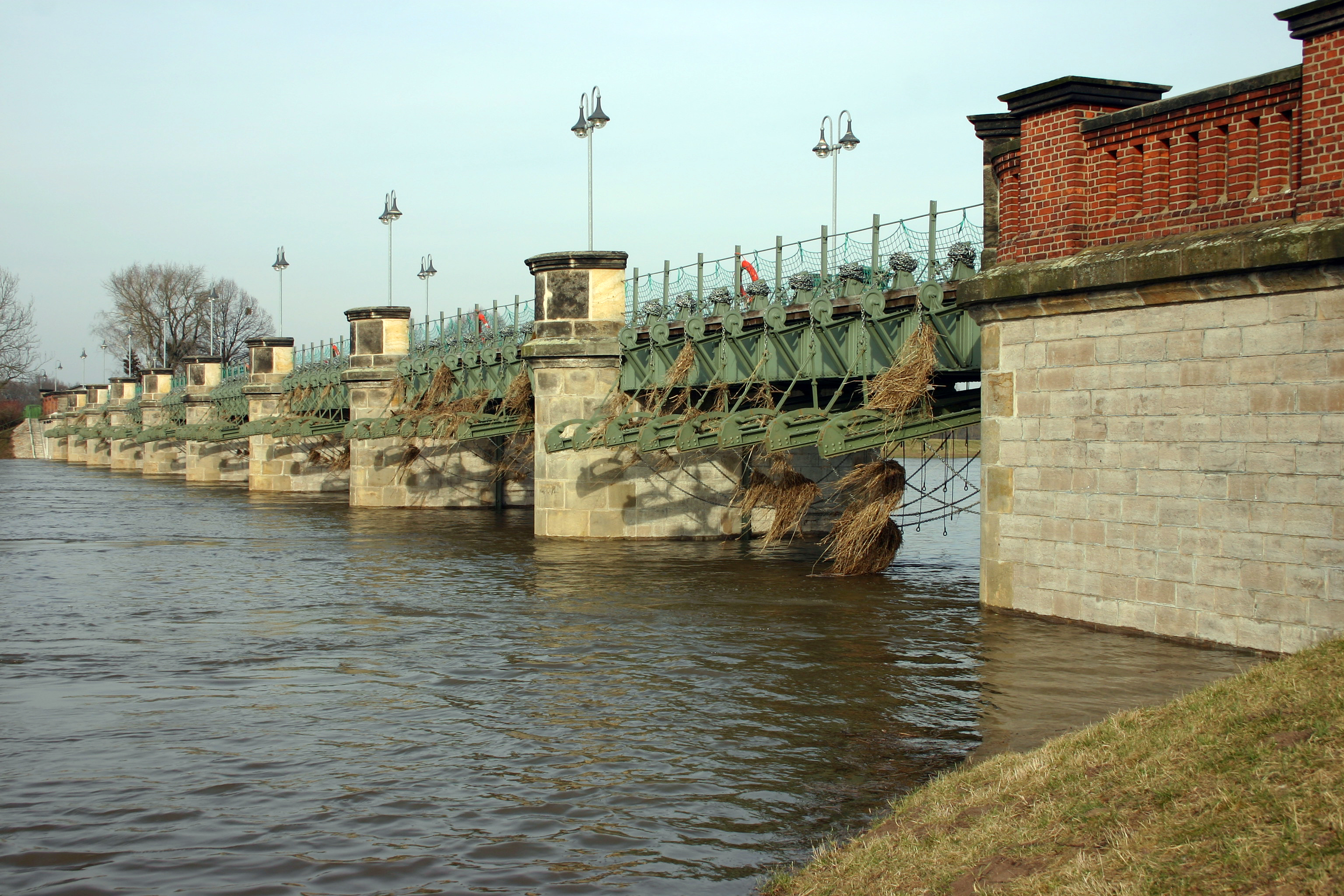
Geöffnetes Wehr mit hochgeklappten Losständern, Frühjahr 2005

Die Steuerung des Wehrs führte zu Konflikten zwischen Ober- und Unterliegern, die bereits beim Bau des Wehrs auftraten und noch 1899 anhielten. Aus der Sicht der Oberlieger war eine möglichst frühzeitige und damit häufigere Öffnung des Wehrs wünschenswert, da dies die eigenen Deiche entlastete und den Anfall von Drängwasser verminderte. Wegen der Nutzung der Flutrinne und wegen der Unterbrechung von Verkehrswegen wie der heutigen Bundesstraße 246a zwischen Schönebeck und Plötzky traten Unterlieger für eine späte Öffnung des Wehrs ein. Die Konflikte wurden noch zusätzlich dadurch verschärft, dass ein Großteil der Gemeinden oberhalb des Wehrs zu Anhalt gehörte, die Orte unterhalb meist zur preußischen Provinz Sachsen.
Nach den Problemen beim Hochwasser 1876 wurde das Wehr in den folgenden Wintern zum Teil komplett offen gelassen. Seit Dezember 1881 ist der Betrieb des Wehrs durch einen Erlass geregelt, der in seinen Grundzügen bis heute gültig ist: Das Wehr wird geöffnet, wenn am Pegel in Barby ein Wasserstand von 5,92 Meter erreicht ist oder mit Sicherheit überschritten wird. Wenn der Wasserstand in Barby unter 5,25 Meter gefallen ist, wird das Wehr geschlossen.

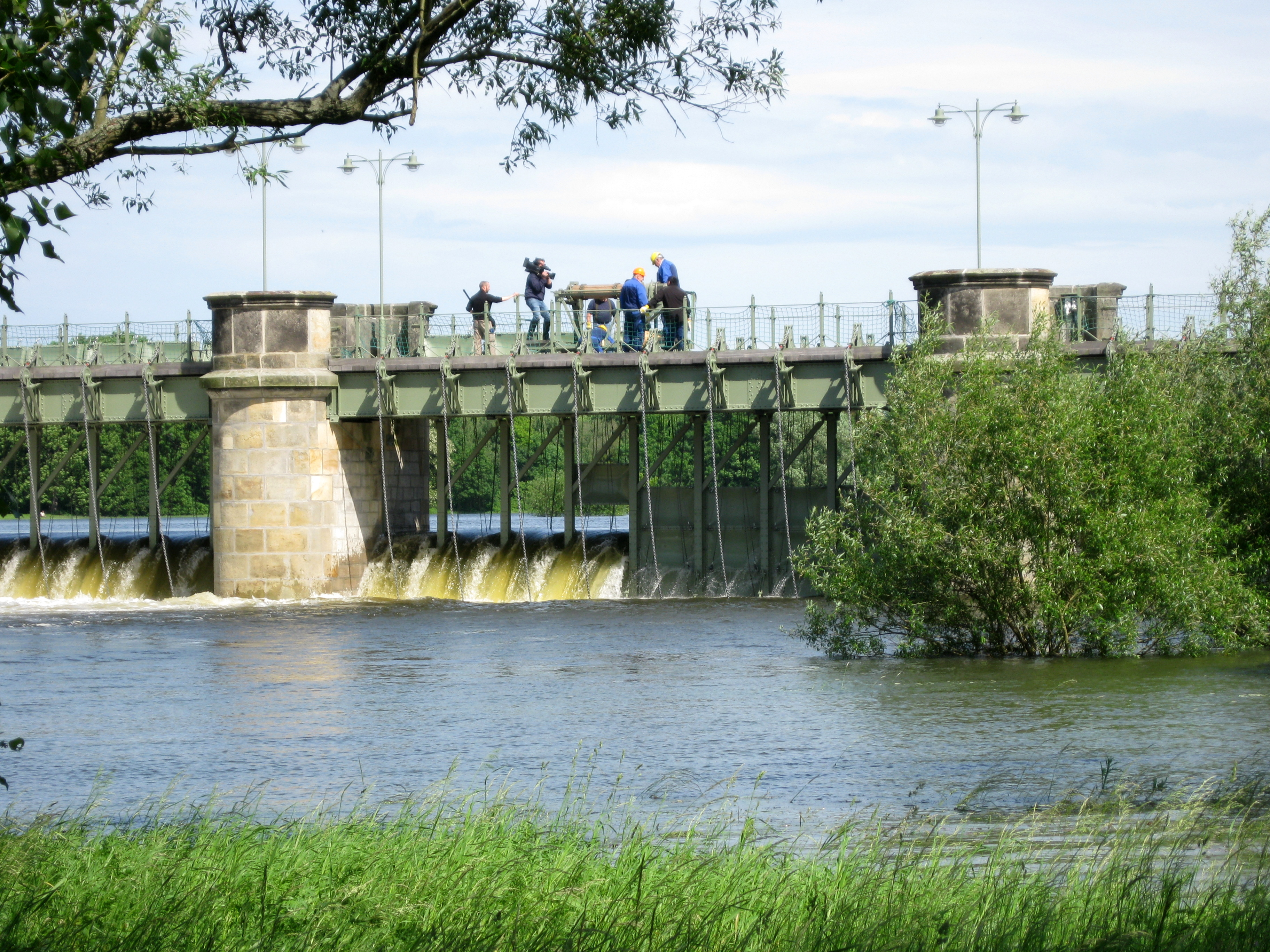
Öffnung des Wehrs am 3. Juni 2013

Beim Öffnen des Wehrs wird in der Regel zunächst die oberste Reihe der Schütztafeln entfernt. Dadurch bildet sich unterhalb des Wehrs ein Wasserpolster, was die Gefahr von Kolkbildungen vermindert. Anschließend wird, beginnend in der Mitte, jochweise komplett geöffnet. Das Öffnen dauert heute rund fünf Stunden beim Einsatz von 16 Mitarbeitern.
Bundesweite Bekanntheit erlangte das Wehr während des Elbhochwassers im August 2002, als die Elbe und einige ihrer Nebenflüsse weite Teile Sachsens und Sachsen-Anhalts überfluteten. Messungen am 19. August 2002 zufolge flossen rund 1050 Kubikmeter pro Sekunde durch den Umflutkanal ab. Dies entsprach 24 Prozent des Abflusses in Barby. Durch die Nutzung des Kanals sank der Wasserspiegel in Schönebeck um 70 Zentimeter und in Magdeburg um 50 Zentimeter. Die theoretische Leistungsfähigkeit des Umflutkanals wird mit 1200 Kubikmeter pro Sekunde angegeben.
Wegen der starken Belastung durch das Hochwasser von 2002 hielt der Betreiber des Wehrs, der Landesbetrieb für Hochwasserschutz und Wasserwirtschaft Sachsen-Anhalt, eine grundlegende Sanierung des Pretziener Wehrs für erforderlich. 2003 und 2004 wurden die Widerlager saniert; 2010 wurden Stahlbauteile, das Mauerwerk der Pfeiler sowie die Elektroanlage denkmalgerecht erneuert. Bereits 1959 und 1960 war das Wehr saniert worden; damals wurde eine zehn Meter tiefe Spundwand oberhalb des Wehrs eingebaut. Zudem wurden Hohlräume mit Beton verpresst.
Die Öffnung des Wehrs beim Elbhochwasser am 3. Juni 2013 war ungefähr die 64. Wehröffnung. Der weit überwiegende Teil der Wehröffnungen erfolgte im Winterhalbjahr. Während des Weihnachtshochwassers 2023/2024 wurde das Wehr am 28. Dezember geöffnet.

## Bedeutung
Bei Fertigstellung 1875 war das Pretziener Wehr das größte Schützenwehr Europas. Es diente als Vorbild für ähnliche Wehre, beispielsweise für das Nussdorfer Wehr in Wien. Wehr und Umflutkanal werden auch in der internationalen Fachliteratur ausführlich gewürdigt. Die Stadt Magdeburg widmete 2004 den Erbauern des Pretziener Wehrs einen Gedenkstein an das Hochwasser von 2002. Ein detailgetreues Modell eines Wehrjochs im Maßstab 1:10 steht im Deutschen Technikmuseum Berlin. Die Bundesingenieurkammer zeichnete das Wehr 2015 als Historisches Wahrzeichen der Ingenieurbaukunst in Deutschland aus.
Seit April 2024 ist das Pretziener Wehr auf der deutschen Tentativliste zur Anerkennung als UNESCO-Weltkulturerbe.